# Body & soul
Body & soul är en skulptur i spegeldammarna utanför Södersjukhuset på Södermalm i Stockholm. Verket skapades år 2002 av konstnären Fredrik Wretman.
| "Body & soul", parallellitet till Narkissos och Echo. |  | "Body & soul", parallellitet till Narkissos och Echo. |
| "Body & soul", parallellitet till Narkissos och Echo. |  |                                                       |

Platsen utanför Södersjukhusets huvudentré omgestaltades i samband med sjukhusets ombyggnad 2000-2003. För att lätta upp det hårt trafikerade området anordnades två grunda spegeldammar byggda av finländsk diabas i mitten av platsen. För dammarna har konstnären Fredrik Wretman skapat konstverket Body & soul. Det består av två skulpturer i patinerad brons placerade i och vid varsin damm. Här kommer speglingen i spegeldammen till sin fulla rätt, eftersom utan spegling finns verket bara till hälften.
Intill den västra dammens kortsida knäar en liten mansfigur och känner försiktigt på vattenytan med sin högra hand. Rörelsen besvaras av spegelbilden i vattnet. Mitt i den andra dammen bildas ordet ECHO av halva bokstäver som reflekteras i vattnet och blir helt. Verket har en parallellitet till den grekiska mytologin om Narkissos och den vackra nymfen Echo.